# فرودگاه تسوایبروکن
فرودگاه تسوایبروکن (به انگلیسی: Zweibrücken Airport) (به زبان بومی: Flughafen Zweibrücken) یک فرودگاه همگانی با کد یاتا ZQW است. این فرودگاه در شهر تسوایبروکن کشور آلمان قرار دارد و در ارتفاع ۳۴۵ متری از سطح دریا واقع شده است.